# 오한숙희
오한숙희(1959년 ~ )는 대한민국의 여성학자이다. 대중매체를 통해 여성학을 대중화한 인물이다. 다수의 방송에 출연한 방송인이자 학교, 기업체, 공공기관 등에서 수 회의 강의를 한 강사이기도 하고, 《딸들에게 희망을》을 비롯한 여러 권의 저서를 낸 작가이기도 하다.

## 학력
- 남인천여자중학교[6]
- 명지여자고등학교
- 이화여자대학교 사회학 학사
- 이화여자대학교 대학원 여성학 석사

## 경력
- 한국여성민우회 가족과성상담소 소장
- 한국여성민우회 김포지부 대표
- 이화여자대학교 평생교육원 강사
- 방송위원회 위원
- 상담소 <해심터> 대표[7]
- 제주여민회 성 인권 강사 교육 강사[8]
- 서귀포 문화도시 조성 추진협의체 위원[9]
- 제주도 양성평등위원회 위원

## 생애
1959년 인천에서 태어났다. 이화여자대학교 사회학과를 졸업하고 이화여자대학교 대학원에서 여성학 석사학위를 받았다. 한국여성민우회 상담소 부소장, 김포여성민우회 상담소장 등을 역임하며 여성학자, 사회학자, 작가, 시민사회운동가, 프로그램 진행자 등 다양한 분야에서 활동했다.
2012년 12월 19일에 치러지는 대한민국의 제18대 대통령 선거를 앞두고 2012년 12월 6일에 범야권 대선공조기구 '정권교체와 새정치를 위한 국민연대(약칭 국민연대)'가 발족식을 가졌고 오한숙희도 이 국민연대에 참여하면서 발족식의 사회도 맡았다.
제주도 올레길을 개척한 언론인 서명숙과 친분이 깊다. 그 인연으로 제주도에 정착하였고 제주도에서 거주하며 지역에서 강의 활동을 이어갔고 저술 활동도 했다. 2016년 4월 27일 제주도 양성평등위원회 위원으로 위촉되었다. 제주 창조 신화의 거신(巨神)인 설문대할망을 기리는 '2016 설문대할망제' 제관으로 참여했다. 2016년 8월 10대부터 80대까지 현직 해녀들이 직접 출연한 연극 '오래된 미래, 제주해녀'를 공동 연출하였다.

## 방송

### 방송 진행
- 1992년 KBS 《생방송 여성》
- 1992년 CBS 《라디오 오숙희의 정보시대》
- 1996년 MBC 표준FM 《MBC 초대석 오숙희입니다》
- 1999년 EBS 《터놓고 말합시다》

### 방송 출연
- MBC 《MBC 100분 토론》:2013년 6월 18일

## 저서
- 《내가 만난 여자 그리고 남자》(그린비, 1991년) ISBN 2000766000199
- 《부부》(웅진출판주식회사, 1994년) ISBN 8901011662
- 《너무 아까운 여자》(풀빛, 1995년) ISBN 897474807X
- 《딸들에게 희망을》(석필, 1996년) ISBN 8980370326
- 《솔직히 말해서 나는 돈이 좋다》(여성신문사, 1999년) ISBN 8985554425
- 《아줌마 밥 먹구 가》(여성신문사, 2002년) ISBN 8985554697
- 《부부 살어 말어》(웅진닷컴, 2003년) ISBN 8901039893
- 《수다가 사람 살려》(웅진닷컴, 2004년) ISBN 8901046040
- 《그래 수다로 풀자》(웅진지식하우스, 2005년) ISBN 8901048981
- 《딸들에게 희망을》(가야북스, 2007년) ISBN 9788989263715
- 《너만의 북극성을 따라라》(가야미디어, 2010년) ISBN 9788986366457
- 《사는 게 참 좋다》(나무를심는사람들, 2015년) ISBN 9791186361184

## 공저
- 한홍구·최장집·정수일·오한숙희·백낙청. 《시대와 소통》. 아웃사이더. 2008년 ISBN 9788996118800
- 노회찬·신경림·박중훈·오한숙희·이범 외. 《당신은 바보 아니면 도둑》. 해피스토리. 2009년. ISBN 9788993225235

## 역서
- 바바라마코프. 《딸 이렇게 키워라》. 가야북스. 2007년. ISBN 8989263670

## 관련 기사
- 장회정. 한부모가정 인식 개선을 위한 특별 대담[깨진 링크(과거 내용 찾기)]. 레이디경향. 2011년 11월호.

## 같이 보기
- 고은광순
- 김신명숙
- 남윤인순
- 한명숙
- 서명숙